# Улицька вулиця
У́лицька ву́лиця — вулиця у Святошинському районі міста Києва, місцевість Авіамістечко. Пролягає від бульвару Академіка Вернадського до вулиці Василя Степанченка. 
Прилучаються вулиці Олександра Оксанченка, Авіаконструкторська і Володимира Гапоненка.

## Історія
Вулиця виникла в середині XX століття під назвою 853-тя Нова. У 1953 році набула назву Червонолиманська (на честь міста Червоний Лиман).
З 1980 року вулиця носила назву Івана Улітіна на честь радянського військового пілота-винищувача, Героя Радянського Союзу, старшого лейтенанта Івана Улітіна.
Сучасна назва — з 2022 року, на честь племені уличів.